# Christopher Cox
Charles Christopher Cox (Saint Paul, 16 ottobre 1952) è un politico e avvocato statunitense, membro della Camera dei Rappresentanti per lo stato della California dal 1989 al 2005 e in seguito presidente della Securities and Exchange Commission sotto l'amministrazione Bush.

## Biografia
Nato e cresciuto nel Minnesota, Cox studiò alla University of Southern California e si laureò in legge all'Università di Harvard. In seguito lavorò come avvocato e fu socio di un grande studio legale di Los Angeles. Tra il 1986 e il 1988 ebbe un incarico di consigliere legale all'interno dell'amministrazione presidenziale di Ronald Reagan.
Nel 1989 approdò alla Camera dei Rappresentanti dopo essere stato eletto come membro del Partito Repubblicano e negli anni successivi venne riconfermato per altri otto mandati. Nel 2005 lasciò il seggio per accettare l'incarico di presidente della Securities and Exchange Commission offertogli dal Presidente degli Stati Uniti George W. Bush.
Poco dopo l'insediamento come presidente della SEC, Cox scoprì di essere affetto da un timoma e venne operato per rimuovere il tumore, riuscendo a tornare al lavoro dopo alcune settimane. Cox poi rimase a capo della SEC fino al termine dell'amministrazione Bush e in seguito tornò a svolgere privatamente la professione di avvocato.
Ideologicamente Christopher Cox era giudicato un conservatore, soprattutto sui temi fiscali.